# Listă de localități din Irak
- Această pagină este o listă de orașe din Irak.

- Arbil
- Bagdad
- Basra
- Karbala
- Kirkuk
- Kufa
- Kut
- Mosul
- Najaf
- Nasiriya
- Ramadi
- Samarra
- Suleimaniya
- Tikrit
- Umm Qasr